# Pesquisas de opinião sobre o governo Bolsonaro
Este artigo lista as pesquisas de opinião sobre o governo Bolsonaro, iniciado em 1° de janeiro de 2019 após a posse do ex-capitão da reserva Jair Bolsonaro como 38° presidente do Brasil. Durante seus quatro primeiros meses de mandato, a parcela da população brasileira que avaliava seu governo de maneira positiva era a maior. A avaliação positiva do governo caiu significativamente em meados de maio de 2019, aparentemente devido a protestos estudantis realizados naquele mês. Àquela altura, a opinião pública encontrava-se, segundo uma pesquisa do instituto Datafolha, dividida em três partes iguais, entre aqueles que avaliavam o governo de forma positiva, negativa e regular. Desde o início do segundo semestre de 2019, no entanto, e como um reflexo aparente à reação do governo ao aumento da degradação ambiental na Amazônia, a parcela de pessoas que avaliam o governo de forma negativa tem superado aquela que o avalia de maneira positiva, com a média das últimas quatro pesquisas indicando que aproximadamente 4 em cada 10 brasileiros avaliam o atual governo como péssimo ou ruim. Por outro lado, em agosto e setembro de 2020, a popularidade aumentou, chegando ao percentual de 40% de ótimo/bom em pesquisa realizada pelo Ibope.

## Pesquisas de opinião
A tabela está organizada das pesquisas mais recentes às mais antigas.
| Data                                   | Publicação / Pesquisa                                                                           | Amostra                                                                                         | Bom ou Ótimo                                                                                    | Regular                                                                                         | Ruim ou péssimo                                                                                 | Não sabe ou não respondeu                                                                       | Margem de erro                                                                                  | Fonte                                                                                           |
| -------------------------------------- | ----------------------------------------------------------------------------------------------- | ----------------------------------------------------------------------------------------------- | ----------------------------------------------------------------------------------------------- | ----------------------------------------------------------------------------------------------- | ----------------------------------------------------------------------------------------------- | ----------------------------------------------------------------------------------------------- | ----------------------------------------------------------------------------------------------- | ----------------------------------------------------------------------------------------------- |
| 19–20 dez                              | Datafolha                                                                                       | 2.026                                                                                           | 39%                                                                                             | 24%                                                                                             | 37%                                                                                             | 1%                                                                                              | 2%                                                                                              | [ 1 ]                                                                                           |
| Eleição presidencial no Brasil em 2022 |                                                                                                 |                                                                                                 |                                                                                                 |                                                                                                 |                                                                                                 |                                                                                                 |                                                                                                 |                                                                                                 |
| 26–28 ago                              | IPEC                                                                                            | 2.000                                                                                           | 31%                                                                                             | 24%                                                                                             | 43%                                                                                             | 2%                                                                                              | 2%                                                                                              | [ 2 ]                                                                                           |
| 17–22 jun                              | Exame/Ideia                                                                                     | 1.500                                                                                           | 33%                                                                                             | 21%                                                                                             | 44%                                                                                             | 1%                                                                                              | 3%                                                                                              | [ 3 ]                                                                                           |
| 18–23 mar                              | Exame/Ideia                                                                                     | 1.500                                                                                           | 28%                                                                                             | 24%                                                                                             | 45%                                                                                             | 3%                                                                                              | 3%                                                                                              | [ 4 ]                                                                                           |
| 24–25 jan                              | XP/Ipespe                                                                                       | 1.000                                                                                           | 23%                                                                                             | 21%                                                                                             | 55%                                                                                             | 1%                                                                                              | 3%                                                                                              | [ 5 ]                                                                                           |
| 10–12 jan                              | XP/Ipespe                                                                                       | 1.000                                                                                           | 24%                                                                                             | 21%                                                                                             | 54%                                                                                             | 7%                                                                                              | 3%                                                                                              | [ 6 ]                                                                                           |
| 2022                                   |                                                                                                 |                                                                                                 |                                                                                                 |                                                                                                 |                                                                                                 |                                                                                                 |                                                                                                 |                                                                                                 |
| 18–22 nov                              | Exame/Ideia                                                                                     | 1.277                                                                                           | 23%                                                                                             | 19%                                                                                             | 55%                                                                                             | 2%                                                                                              | 3%                                                                                              | [ 7 ]                                                                                           |
| 13–15 set                              | Datafolha                                                                                       | 3.667                                                                                           | 22%                                                                                             | 24%                                                                                             | 53%                                                                                             | 1%                                                                                              | 2%                                                                                              | [ 8 ]                                                                                           |
| 30 ago–4 set                           | Atlas Político                                                                                  | 3.246                                                                                           | 24%                                                                                             | 14%                                                                                             | 61%                                                                                             | 1%                                                                                              | 4%                                                                                              | [ 9 ]                                                                                           |
| 16–18 ago                              | PoderData                                                                                       | 2.500                                                                                           | 28%                                                                                             | 13%                                                                                             | 56%                                                                                             | 3%                                                                                              | 2%                                                                                              | [ 10 ]                                                                                          |
| 11–14 ago                              | XP/Ipespe                                                                                       | 1.000                                                                                           | 20%                                                                                             | 23%                                                                                             | 54%                                                                                             | 2%                                                                                              | 3,2%                                                                                            | [ 11 ]                                                                                          |
| 12–15 jul                              | Exame/Ideia                                                                                     | 1.258                                                                                           | 26%                                                                                             | 20%                                                                                             | 51%                                                                                             | 1%                                                                                              | 3%                                                                                              | [ 12 ]                                                                                          |
| 1–3 jul                                | CNT/MDA                                                                                         | 2.002                                                                                           | 27,7%                                                                                           | 24,1%                                                                                           | 48,2%                                                                                           | ?                                                                                               | 2,2%                                                                                            | [ 13 ]                                                                                          |
| 28 jun–1 jul                           | Exame/Ideia                                                                                     | 1.248                                                                                           | 23%                                                                                             | 21%                                                                                             | 54%                                                                                             | 3%                                                                                              | 3%                                                                                              | [ 14 ]                                                                                          |
| 17–21 jun                              | IPEC                                                                                            | 2.002                                                                                           | 23%                                                                                             | 26%                                                                                             | 50%                                                                                             | 1%                                                                                              | 2%                                                                                              | [ 15 ]                                                                                          |
| 7–10 jun                               | Poderdata                                                                                       | 1.000                                                                                           | 26%                                                                                             | 22%                                                                                             | 50%                                                                                             | 2%                                                                                              | 2%                                                                                              | [ 16 ]                                                                                          |
| 24–26 mai                              | Poderdata                                                                                       | 2.500                                                                                           | 28%                                                                                             | 13%                                                                                             | 55%                                                                                             | 4%                                                                                              | 2%                                                                                              | [ 17 ]                                                                                          |
| 27 abr                                 | Inicio da CPI da COVID-19                                                                       | Inicio da CPI da COVID-19                                                                       | Inicio da CPI da COVID-19                                                                       | Inicio da CPI da COVID-19                                                                       | Inicio da CPI da COVID-19                                                                       | Inicio da CPI da COVID-19                                                                       | Inicio da CPI da COVID-19                                                                       | Inicio da CPI da COVID-19                                                                       |
| 29–31 mar                              | Poderdata                                                                                       | 3.500                                                                                           | 26%                                                                                             | 19%                                                                                             | 53%                                                                                             | 2%                                                                                              | 1.8%                                                                                            | [ 18 ]                                                                                          |
| 15–16 mar                              | Datafolha                                                                                       | 2.023                                                                                           | 22%                                                                                             | 24%                                                                                             | 54%                                                                                             | 1%                                                                                              | ±2%                                                                                             | [ 19 ]                                                                                          |
| 8–11 mar                               | Exame/IDEIA                                                                                     | 1.200                                                                                           | 26%                                                                                             | 25%                                                                                             | 45%                                                                                             | 4%                                                                                              | ±3%                                                                                             | [ 20 ]                                                                                          |
| 25 fev                                 | Paraná Pesquisas                                                                                | 2.080                                                                                           | 34%                                                                                             | 23,7%                                                                                           | 40,6%                                                                                           | 1,7%                                                                                            | ±3%                                                                                             | [ 21 ]                                                                                          |
| 18–20 fev                              | CNT/MDA                                                                                         | 2.002                                                                                           | 32,9%                                                                                           | 30,2%                                                                                           | 35,5%                                                                                           | 1,4%                                                                                            | ±2,2%                                                                                           | [ 22 ]                                                                                          |
| 1–3 fev                                | PoderData                                                                                       | 2.500                                                                                           | 33%                                                                                             | 22%                                                                                             | 41%                                                                                             | 4%                                                                                              | ±2%                                                                                             | [ 23 ]                                                                                          |
| 24–28 jan                              | Exame/IDEIA                                                                                     | 1.200                                                                                           | 30%                                                                                             | 27%                                                                                             | 42%                                                                                             | 2%                                                                                              | ±3%                                                                                             | [ 24 ]                                                                                          |
| 22–26 jan                              | Paraná Pesquisas                                                                                | 2.002                                                                                           | 33,3%                                                                                           | 25,4%                                                                                           | 39,6%                                                                                           | 1,6%                                                                                            | ±2%                                                                                             | [ 25 ]                                                                                          |
| 20–24 jan                              | Atlas Político                                                                                  | 3.073                                                                                           | 27.9%                                                                                           | 18.7%                                                                                           | 53.4%                                                                                           | 0.1%                                                                                            | ±2%                                                                                             | [ 26 ]                                                                                          |
| 20–21 jan                              | Datafolha                                                                                       | 2.030                                                                                           | 31%                                                                                             | 26%                                                                                             | 40%                                                                                             | 2%                                                                                              | ±2%                                                                                             | [ 27 ]                                                                                          |
| 18–21 jan                              | Exame/IDEIA                                                                                     | —                                                                                               | 26%                                                                                             | 26%                                                                                             | 45%                                                                                             | 2%                                                                                              | ±3%                                                                                             | [ 28 ]                                                                                          |
| 18–20 jan                              | PoderData                                                                                       | 2.500                                                                                           | 35%                                                                                             | 20%                                                                                             | 43%                                                                                             | 2%                                                                                              | ±2%                                                                                             | [ 29 ]                                                                                          |
| 11–14 jan                              | XP Investimentos                                                                                | 1.000                                                                                           | 32%                                                                                             | 26%                                                                                             | 40%                                                                                             | 2%                                                                                              | ±3,2%                                                                                           | [ 30 ]                                                                                          |
| 11–14 jan                              | Exame/IDEIA                                                                                     | 1.200                                                                                           | 37%                                                                                             | 24%                                                                                             | 37%                                                                                             | 2%                                                                                              | ±3%                                                                                             | [ 31 ]                                                                                          |
| 2021                                   |                                                                                                 |                                                                                                 |                                                                                                 |                                                                                                 |                                                                                                 |                                                                                                 |                                                                                                 |                                                                                                 |
| 21–23 dez                              | PoderData                                                                                       | 2.500                                                                                           | 39%                                                                                             | 17%                                                                                             | 42%                                                                                             | 2%                                                                                              | ±2%                                                                                             | [ 32 ]                                                                                          |
| 8–10 dez                               | Datafolha                                                                                       | 2.016                                                                                           | 37%                                                                                             | 29%                                                                                             | 32%                                                                                             | 2%                                                                                              | ±2%                                                                                             | [ 33 ]                                                                                          |
| 7–9 dez                                | XP Investimentos                                                                                | 1.000                                                                                           | 38%                                                                                             | 25%                                                                                             | 35%                                                                                             | 2%                                                                                              | ±3,2%                                                                                           | [ 34 ]                                                                                          |
| 7–9 dez                                | PoderData                                                                                       | 2.500                                                                                           | 37%                                                                                             | 20%                                                                                             | 40%                                                                                             | 3%                                                                                              | ±2%                                                                                             | [ 35 ]                                                                                          |
| 5–8 dez                                | CNI/Ibope                                                                                       | 2.000                                                                                           | 35%                                                                                             | 30%                                                                                             | 33%                                                                                             | 2%                                                                                              | ±2%                                                                                             | [ 36 ]                                                                                          |
| 30 nov–3 dez                           | Exame/IDEIA                                                                                     | 1.200                                                                                           | 35%                                                                                             | 27%                                                                                             | 37%                                                                                             | 1%                                                                                              | ±3%                                                                                             | [ 37 ]                                                                                          |
| 28 nov–1 dez                           | Paraná Pesquisas                                                                                | 2.036                                                                                           | 37,2%                                                                                           | 24,4%                                                                                           | 37,3%                                                                                           | 1,2%                                                                                            | ±2%                                                                                             | [ 38 ]                                                                                          |
| 23–25 nov                              | PoderData                                                                                       | 2.500                                                                                           | 36%                                                                                             | 19%                                                                                             | 40%                                                                                             | 5%                                                                                              | ±2%                                                                                             | [ 39 ]                                                                                          |
| 18–20 nov                              | XP Investimentos                                                                                | 1.000                                                                                           | 37%                                                                                             | 28%                                                                                             | 34%                                                                                             | 2%                                                                                              | ±3,2%                                                                                           | [ 40 ]                                                                                          |
| 16–19 nov                              | Exame/IDEIA                                                                                     | 1.200                                                                                           | 41%                                                                                             | 26%                                                                                             | 31%                                                                                             | 2%                                                                                              | ±3%                                                                                             | [ 41 ]                                                                                          |
| 9–11 nov                               | PoderData                                                                                       | 2.500                                                                                           | 36%                                                                                             | 21%                                                                                             | 40%                                                                                             | 3%                                                                                              | ±2%                                                                                             | [ 42 ]                                                                                          |
| 2–5 nov                                | Exame/IDEIA                                                                                     | 1.200                                                                                           | 37%                                                                                             | 27%                                                                                             | 33%                                                                                             | 3%                                                                                              | ±3%                                                                                             | [ 43 ]                                                                                          |
| 26–28 out                              | Band/PoderData                                                                                  | 2.500                                                                                           | 38%                                                                                             | 23%                                                                                             | 35%                                                                                             | 4%                                                                                              | ±2%                                                                                             | [ 44 ]                                                                                          |
| 21–24 out                              | CNT/MDA                                                                                         | 2.002                                                                                           | 41,2%                                                                                           | 30,3%                                                                                           | 27,2%                                                                                           | 1,3%                                                                                            | ±2,2%                                                                                           | [ 45 ]                                                                                          |
| 19–22 out                              | Exame/IDEIA                                                                                     | 1.200                                                                                           | 37%                                                                                             | 27%                                                                                             | 34%                                                                                             | 2%                                                                                              | ±3%                                                                                             | [ 46 ]                                                                                          |
| 12–14 out                              | Band/PoderData                                                                                  | 2.500                                                                                           | 40%                                                                                             | 25%                                                                                             | 33%                                                                                             | 2%                                                                                              | ±2%                                                                                             | [ 47 ]                                                                                          |
| 8–13 out                               | Paraná Pesquisas                                                                                | —                                                                                               | 38,7%                                                                                           | 27,2%                                                                                           | 32,1%                                                                                           | 2%                                                                                              | —                                                                                               | [ 48 ]                                                                                          |
| 8–11 out                               | XP Investimentos                                                                                | 1.000                                                                                           | 39%                                                                                             | 28%                                                                                             | 31%                                                                                             | 2%                                                                                              | ±3,2%                                                                                           | [ 49 ]                                                                                          |
| 5–8 out                                | Exame/IDEIA                                                                                     | 1.200                                                                                           | 36%                                                                                             | 25%                                                                                             | 37%                                                                                             | 2%                                                                                              | ±3%                                                                                             | [ 50 ]                                                                                          |
| 28–30 set                              | Band/PoderData                                                                                  | 2.500                                                                                           | 38%                                                                                             | 27%                                                                                             | 30%                                                                                             | 5%                                                                                              | ±2%                                                                                             | [ 51 ]                                                                                          |
| 21–24 set                              | Exame/IDEIA                                                                                     | 1.200                                                                                           | 34%                                                                                             | 26%                                                                                             | 39%                                                                                             | 1%                                                                                              | ±3%                                                                                             | [ 52 ]                                                                                          |
| 17–20 set                              | CNI/Ibope                                                                                       | 2.000                                                                                           | 40%                                                                                             | 29%                                                                                             | 29%                                                                                             | 2%                                                                                              | ±2%                                                                                             | [ 53 ]                                                                                          |
| 14–16 set                              | Band/PoderData                                                                                  | 2.500                                                                                           | 38%                                                                                             | 25%                                                                                             | 34%                                                                                             | 3%                                                                                              | ±2%                                                                                             | [ 54 ]                                                                                          |
| 8–11 set                               | XP Investimentos                                                                                | 1.000                                                                                           | 39%                                                                                             | 24%                                                                                             | 36%                                                                                             | 2%                                                                                              | ±3,2%                                                                                           | [ 55 ]                                                                                          |
| 7–11 set                               | Exame/IDEIA                                                                                     | 1.200                                                                                           | 35%                                                                                             | 30%                                                                                             | 35%                                                                                             | 0%                                                                                              | ±3%                                                                                             | [ 56 ]                                                                                          |
| 31 ago–2 set                           | Band/PoderData                                                                                  | 2.500                                                                                           | 39%                                                                                             | 24%                                                                                             | 34%                                                                                             | 3%                                                                                              | ±2%                                                                                             | [ 57 ]                                                                                          |
| 24–31 ago                              | Exame/IDEIA                                                                                     | 1.235                                                                                           | 39%                                                                                             | 20%                                                                                             | 39%                                                                                             | 2%                                                                                              | ±3%                                                                                             | [ 58 ]                                                                                          |
| 21–24 ago                              | Pesquisa Fórum/Offerwise                                                                        | 1.000                                                                                           | 37,5%                                                                                           | 24,1%                                                                                           | 35,3%                                                                                           | 3,1%                                                                                            | ±3,2%                                                                                           | [ 59 ]                                                                                          |
| 17–19 ago                              | Band/PoderData                                                                                  | 2.500                                                                                           | 38%                                                                                             | 23%                                                                                             | 35%                                                                                             | 4%                                                                                              | ±2%                                                                                             | [ 60 ]                                                                                          |
| 13–15 ago                              | XP Investimentos                                                                                | 1.000                                                                                           | 37%                                                                                             | 23%                                                                                             | 37%                                                                                             | 3%                                                                                              | ±3,2%                                                                                           | [ 61 ]                                                                                          |
| 11–12 ago                              | DataFolha                                                                                       | 2.065                                                                                           | 37%                                                                                             | 27%                                                                                             | 34%                                                                                             | 1%                                                                                              | ±2%                                                                                             | [ 62 ]                                                                                          |
| 3–5 ago                                | PoderData                                                                                       | 2.500                                                                                           | 32%                                                                                             | 25%                                                                                             | 41%                                                                                             | 2%                                                                                              | ±2%                                                                                             | [ 63 ]                                                                                          |
| 20–22 jul                              | DataPoder360                                                                                    | 2.500                                                                                           | 30%                                                                                             | 23%                                                                                             | 43%                                                                                             | 4%                                                                                              | ±2%                                                                                             | [ 64 ]                                                                                          |
| 18–21 jul                              | Paraná Pesquisas                                                                                | 2.030                                                                                           | 34,3%                                                                                           | 25,8%                                                                                           | 38,0%                                                                                           | 2,0%                                                                                            | ±2,0%                                                                                           | [ 65 ]                                                                                          |
| 14–17 jul                              | Pesquisa Fórum/Offerwise                                                                        | 1.000                                                                                           | 33,3%                                                                                           | 24,2%                                                                                           | 39,7%                                                                                           | 2,8%                                                                                            | ±3,2%                                                                                           | [ 66 ]                                                                                          |
| 13–15 jul                              | XP Investimentos                                                                                | 1.000                                                                                           | 30%                                                                                             | 24%                                                                                             | 45%                                                                                             | 1%                                                                                              | ±3,2%                                                                                           | [ 67 ]                                                                                          |
| 6–8 jul                                | DataPoder360                                                                                    | 2.500                                                                                           | 29%                                                                                             | 20%                                                                                             | 46%                                                                                             | 5%                                                                                              | ±2%                                                                                             | [ 68 ]                                                                                          |
| 25 jun–3 jul                           | Vox Populi                                                                                      | 1.500                                                                                           | 31%                                                                                             | 23%                                                                                             | 44%                                                                                             | 2%                                                                                              | ±2,5%                                                                                           | [ 69 ]                                                                                          |
| 27–30 jun                              | Atlas Político                                                                                  | 2.000                                                                                           | 24,8%                                                                                           | 18,3%                                                                                           | 56,2%                                                                                           | 0,7%                                                                                            | ±2%                                                                                             | [ 70 ]                                                                                          |
| 23–24 jun                              | Datafolha                                                                                       | 2.016                                                                                           | 32%                                                                                             | 23%                                                                                             | 44%                                                                                             | 1%                                                                                              | ±2%                                                                                             | [ 71 ]                                                                                          |
| 22–24 jun                              | DataPoder360                                                                                    | 2.500                                                                                           | 29%                                                                                             | 20%                                                                                             | 48%                                                                                             | 3%                                                                                              | ±2%                                                                                             | [ 72 ]                                                                                          |
| 20–22 jun                              | Quaest                                                                                          | 1.000                                                                                           | 21%                                                                                             | 23%                                                                                             | 54%                                                                                             | 2%                                                                                              | ±3,2%                                                                                           | [ 73 ]                                                                                          |
| 18 jun                                 | Prisão de Fabrício Queiroz                                                                      | Prisão de Fabrício Queiroz                                                                      | Prisão de Fabrício Queiroz                                                                      | Prisão de Fabrício Queiroz                                                                      | Prisão de Fabrício Queiroz                                                                      | Prisão de Fabrício Queiroz                                                                      | Prisão de Fabrício Queiroz                                                                      | Prisão de Fabrício Queiroz                                                                      |
| 10–13 jun                              | Pesquisa Fórum/Offerwise                                                                        | 1.000                                                                                           | 35,1%                                                                                           | 21,5%                                                                                           | 41,6%                                                                                           | 1,8%                                                                                            | ±3,2%                                                                                           | [ 75 ]                                                                                          |
| 9–11 jun                               | XP Investimentos                                                                                | 1.000                                                                                           | 28%                                                                                             | 22%                                                                                             | 48%                                                                                             | 2%                                                                                              | ±3,2%                                                                                           | [ 76 ]                                                                                          |
| 8–10 jun                               | DataPoder360                                                                                    | 2.500                                                                                           | 28%                                                                                             | 20%                                                                                             | 47%                                                                                             | 5%                                                                                              | ±2%                                                                                             | [ 77 ]                                                                                          |
| 26–27 mai                              | XP Investimentos                                                                                | 1.000                                                                                           | 26%                                                                                             | 23%                                                                                             | 49%                                                                                             | 0%                                                                                              | ±3,2%                                                                                           | [ 78 ]                                                                                          |
| 25–27 mai                              | DataPoder360                                                                                    | 2.500                                                                                           | 28%                                                                                             | 23%                                                                                             | 44%                                                                                             | 5%                                                                                              | ±2%                                                                                             | [ 79 ] [ 80 ]                                                                                   |
| 25–26 mai                              | Datafolha                                                                                       | 2.069                                                                                           | 33%                                                                                             | 22%                                                                                             | 43%                                                                                             | 2%                                                                                              | ±2%                                                                                             | [ 81 ]                                                                                          |
| 24–26 mai                              | Atlas Político                                                                                  | 2.000                                                                                           | 22,5%                                                                                           | 19,2%                                                                                           | 58,1%                                                                                           | 0,2%                                                                                            | ±2%                                                                                             | [ 82 ]                                                                                          |
| 22 mai                                 | Divulgação do vídeo da reunião ministerial                                                      | Divulgação do vídeo da reunião ministerial                                                      | Divulgação do vídeo da reunião ministerial                                                      | Divulgação do vídeo da reunião ministerial                                                      | Divulgação do vídeo da reunião ministerial                                                      | Divulgação do vídeo da reunião ministerial                                                      | Divulgação do vídeo da reunião ministerial                                                      | Divulgação do vídeo da reunião ministerial                                                      |
| 16–18 mai                              | XP Investimentos                                                                                | 1.000                                                                                           | 25%                                                                                             | 23%                                                                                             | 50%                                                                                             | 2%                                                                                              | ±3,2%                                                                                           | [ 84 ]                                                                                          |
| 14–17 mai                              | Pesquisa Fórum/Offerwise                                                                        | 1.000                                                                                           | 32%                                                                                             | 24,9%                                                                                           | 39,5%                                                                                           | 3,6%                                                                                            | ±3,2%                                                                                           | [ 85 ]                                                                                          |
| 11–13 mai                              | DataPoder360                                                                                    | 2.500                                                                                           | 30%                                                                                             | 27%                                                                                             | 39%                                                                                             | 4%                                                                                              | ±2%                                                                                             | [ 86 ]                                                                                          |
| 7–10 mai                               | CNT/MDA                                                                                         | 2.002                                                                                           | 32%                                                                                             | 22,9%                                                                                           | 43,4%                                                                                           | 1,7%                                                                                            | ±2,2%                                                                                           | [ 87 ]                                                                                          |
| 28–30 abr                              | XP Investimentos                                                                                | 1.000                                                                                           | 27%                                                                                             | 24%                                                                                             | 49%                                                                                             | 1%                                                                                              | ±3,2%                                                                                           | [ 88 ]                                                                                          |
| 27–29 abr                              | Paraná Pesquisas                                                                                | 2.006                                                                                           | 31,8%                                                                                           | 27,3%                                                                                           | 39,4%                                                                                           | 1,6%                                                                                            | ±2%                                                                                             | [ 89 ]                                                                                          |
| 27 abr                                 | Datafolha                                                                                       | 1.503                                                                                           | 33%                                                                                             | 26%                                                                                             | 38%                                                                                             | 3%                                                                                              | ±5%                                                                                             | [ 90 ]                                                                                          |
| 26–27 abr                              | DataPoder360                                                                                    | 2.500                                                                                           | 29%                                                                                             | 26%                                                                                             | 40%                                                                                             | 5%                                                                                              | ±2%                                                                                             | [ 91 ]                                                                                          |
| 25–26 abr                              | JOTA/Quaest                                                                                     | 1.000                                                                                           | 20%                                                                                             | 30%                                                                                             | 48%                                                                                             | 2%                                                                                              | ±3,1%                                                                                           | [ 92 ]                                                                                          |
| 24–26 abr                              | Atlas Político                                                                                  | 2.000                                                                                           | 20,8%                                                                                           | 28,3%                                                                                           | 49,2%                                                                                           | 1,7%                                                                                            | ±2%                                                                                             | [ 93 ]                                                                                          |
| 24 abr                                 | Demissão do Ministro da Justiça e Segurança Pública Sergio Moro                                 | Demissão do Ministro da Justiça e Segurança Pública Sergio Moro                                 | Demissão do Ministro da Justiça e Segurança Pública Sergio Moro                                 | Demissão do Ministro da Justiça e Segurança Pública Sergio Moro                                 | Demissão do Ministro da Justiça e Segurança Pública Sergio Moro                                 | Demissão do Ministro da Justiça e Segurança Pública Sergio Moro                                 | Demissão do Ministro da Justiça e Segurança Pública Sergio Moro                                 | Demissão do Ministro da Justiça e Segurança Pública Sergio Moro                                 |
| 23–24 abr                              | XP Investimentos                                                                                | 800                                                                                             | 31%                                                                                             | 24%                                                                                             | 42%                                                                                             | 3%                                                                                              | ±3,5%                                                                                           | [ 95 ]                                                                                          |
| 20–22 abr                              | XP Investimentos                                                                                | —                                                                                               | 31%                                                                                             | 26%                                                                                             | 42%                                                                                             | 2%                                                                                              | —                                                                                               | [ 97 ]                                                                                          |
| 16 abr                                 | Demissão do Ministro da Saúde Luiz Henrique Mandetta                                            | Demissão do Ministro da Saúde Luiz Henrique Mandetta                                            | Demissão do Ministro da Saúde Luiz Henrique Mandetta                                            | Demissão do Ministro da Saúde Luiz Henrique Mandetta                                            | Demissão do Ministro da Saúde Luiz Henrique Mandetta                                            | Demissão do Ministro da Saúde Luiz Henrique Mandetta                                            | Demissão do Ministro da Saúde Luiz Henrique Mandetta                                            | Demissão do Ministro da Saúde Luiz Henrique Mandetta                                            |
| 15 abr                                 | XP Investimentos                                                                                | —                                                                                               | 30%                                                                                             | 26%                                                                                             | 40%                                                                                             | 3%                                                                                              | —                                                                                               | [ 96 ]                                                                                          |
| 13–15 abr                              | DataPoder360                                                                                    | 2.500                                                                                           | 36%                                                                                             | 28%                                                                                             | 33%                                                                                             | 3%                                                                                              | ±2%                                                                                             | [ 99 ]                                                                                          |
| 12–14 abr                              | Atlas Político                                                                                  | 2.000                                                                                           | 22,9%                                                                                           | 29,5%                                                                                           | 42,5%                                                                                           | 5,1%                                                                                            | ±2%                                                                                             | [ 100 ]                                                                                         |
| 9 abr                                  | Início do pagamento do Auxílio Emergencial                                                      | Início do pagamento do Auxílio Emergencial                                                      | Início do pagamento do Auxílio Emergencial                                                      | Início do pagamento do Auxílio Emergencial                                                      | Início do pagamento do Auxílio Emergencial                                                      | Início do pagamento do Auxílio Emergencial                                                      | Início do pagamento do Auxílio Emergencial                                                      | Início do pagamento do Auxílio Emergencial                                                      |
| 1–3 abr                                | Datafolha                                                                                       | 1.511                                                                                           | 33%                                                                                             | 25%                                                                                             | 39%                                                                                             | 2%                                                                                              | ±2%                                                                                             | [ 99 ]                                                                                          |
| 30 mar                                 | XP Investimentos                                                                                | 1.000                                                                                           | 28%                                                                                             | 27%                                                                                             | 42%                                                                                             | 3%                                                                                              | ±3,2%                                                                                           | [ 101 ]                                                                                         |
| 24–25 mar                              | Ideia Big Data                                                                                  | 1.555                                                                                           | 26%                                                                                             | 28%                                                                                             | 40%                                                                                             | 6%                                                                                              | —                                                                                               | [ 102 ]                                                                                         |
| 19–23 mar                              | Quaest                                                                                          | 1.000                                                                                           | 28%                                                                                             | 29%                                                                                             | 40%                                                                                             | 0,3%                                                                                            | ±3,1%                                                                                           | [ 103 ]                                                                                         |
| 18–20 mar                              | Datafolha                                                                                       | 2.878                                                                                           | 35%                                                                                             | 33%                                                                                             | 26%                                                                                             | 5%                                                                                              | ±2%                                                                                             | [ 104 ]                                                                                         |
| 16–18 mar                              | Atlas Político                                                                                  | 2.000                                                                                           | 25,6%                                                                                           | 33,1%                                                                                           | 41%                                                                                             | 0,3%                                                                                            | ±2%                                                                                             | [ 105 ]                                                                                         |
| 16–18 mar                              | XP Investimentos                                                                                | 1.000                                                                                           | 30%                                                                                             | 31%                                                                                             | 36%                                                                                             | 3%                                                                                              | ±3,2%                                                                                           | [ 106 ]                                                                                         |
| 2–5 mar                                | Quaest                                                                                          | 1.000                                                                                           | 30%                                                                                             | 34%                                                                                             | 35%                                                                                             | 1%                                                                                              | ±3,1%                                                                                           | [ 107 ]                                                                                         |
| 17–19 fev                              | XP Investimentos                                                                                | 1.000                                                                                           | 34%                                                                                             | 29%                                                                                             | 36%                                                                                             | 2%                                                                                              | ±3,2%                                                                                           | [ 108 ]                                                                                         |
| 5–10 fev                               | FSB/Veja                                                                                        | 2.000                                                                                           | 36%                                                                                             | 31%                                                                                             | 32%                                                                                             | 2%                                                                                              | ±2%                                                                                             | [ 109 ]                                                                                         |
| 7–9 fev                                | Atlas Político                                                                                  | 2.000                                                                                           | 29,4%                                                                                           | 30,9%                                                                                           | 37,8%                                                                                           | 1,9%                                                                                            | ±2%                                                                                             | [ 110 ]                                                                                         |
| 28–31 jan                              | Ibpad/JOTA                                                                                      | 1.022                                                                                           | 34.3%                                                                                           | 31,0%                                                                                           | 32,0%                                                                                           | 2,6%                                                                                            | ±3,1%                                                                                           | [ 111 ]                                                                                         |
| 15–18 jan                              | CNT/MDA                                                                                         | 2.002                                                                                           | 34,5%                                                                                           | 32,1%                                                                                           | 31%                                                                                             | 2,4%                                                                                            | ±2,2%                                                                                           | [ 112 ]                                                                                         |
| 13–15 jan                              | XP Investimentos                                                                                | 1.000                                                                                           | 32%                                                                                             | 28%                                                                                             | 39%                                                                                             | 1%                                                                                              | ±3,2%                                                                                           | [ 113 ]                                                                                         |
| 2020                                   |                                                                                                 |                                                                                                 |                                                                                                 |                                                                                                 |                                                                                                 |                                                                                                 |                                                                                                 |                                                                                                 |
| 26–27 dez                              | Quaest                                                                                          | 1.000                                                                                           | 29%                                                                                             | 36%                                                                                             | 32%                                                                                             | 2%                                                                                              | ±3%                                                                                             | [ 92 ] [ 114 ]                                                                                  |
| 9–11 dez                               | XP Investimentos                                                                                | 1.000                                                                                           | 35%                                                                                             | 25%                                                                                             | 39%                                                                                             | 1%                                                                                              | ±3,2%                                                                                           | [ 115 ]                                                                                         |
| 4–9 dez                                | Ibpad/JOTA                                                                                      | 2.005                                                                                           | 30,7%                                                                                           | 30,3%                                                                                           | 34,5%                                                                                           | 4,5%                                                                                            | ±2,2%                                                                                           | [ 116 ]                                                                                         |
| 5–8 dez                                | CNI/Ibope                                                                                       | 2.000                                                                                           | 29%                                                                                             | 31%                                                                                             | 38%                                                                                             | 3%                                                                                              | ±2%                                                                                             | [ 117 ]                                                                                         |
| 5–6 dez                                | Datafolha                                                                                       | 2.948                                                                                           | 30%                                                                                             | 32%                                                                                             | 36%                                                                                             | 1%                                                                                              | ±2%                                                                                             | [ 118 ]                                                                                         |
| 29 nov–2 dez                           | Veja/FSB Pesquisa                                                                               | 2.000                                                                                           | 31%                                                                                             | 31%                                                                                             | 35%                                                                                             | 3%                                                                                              | ±2%                                                                                             | [ 119 ]                                                                                         |
| 10–11 nov                              | Atlas Político                                                                                  | 2.000                                                                                           | 27,4%                                                                                           | 29,6%                                                                                           | 42,1%                                                                                           | 0,9%                                                                                            | ±2%                                                                                             | [ 120 ]                                                                                         |
| 9–10 nov                               | Quaest                                                                                          | 1.500                                                                                           | 26%                                                                                             | 36%                                                                                             | 36%                                                                                             | 2%                                                                                              | ±2,5%                                                                                           | [ 121 ]                                                                                         |
| 6–8 nov                                | XP Investimentos                                                                                | 1.000                                                                                           | 35%                                                                                             | 25%                                                                                             | 39%                                                                                             | 2%                                                                                              | ±3,2%                                                                                           | [ 122 ]                                                                                         |
| 29 out–2 nov                           | Ibpad/JOTA                                                                                      | 1.042                                                                                           | 30,9%                                                                                           | 23,0%                                                                                           | 42,1%                                                                                           | 4,0%                                                                                            | ±3%                                                                                             | [ 123 ]                                                                                         |
| 11–14 out                              | Veja/FSB Pesquisa                                                                               | 2.000                                                                                           | 33%                                                                                             | 28%                                                                                             | 37%                                                                                             | 2%                                                                                              | ±2%                                                                                             | [ 124 ]                                                                                         |
| 9–11 out                               | XP Investimentos                                                                                | 1.000                                                                                           | 33%                                                                                             | 27%                                                                                             | 38%                                                                                             | 1%                                                                                              | ±3,2%                                                                                           | [ 125 ]                                                                                         |
| 25–27 set                              | Ibpad/JOTA                                                                                      | 1.011                                                                                           | 35,2%                                                                                           | 29,1%                                                                                           | 32%                                                                                             | 3,6%                                                                                            | ±3,5%                                                                                           | [ 126 ]                                                                                         |
| 19–22 set                              | CNI/Ibope                                                                                       | 2.000                                                                                           | 31%                                                                                             | 32%                                                                                             | 34%                                                                                             | 3%                                                                                              | ±2%                                                                                             | [ 127 ]                                                                                         |
| 29–31 ago                              | Atlas Político                                                                                  | 2.000                                                                                           | 28,2%                                                                                           | 28,7%                                                                                           | 39,8%                                                                                           | 3,3%                                                                                            | ±2%                                                                                             | [ 128 ]                                                                                         |
| 29–30 ago                              | Datafolha                                                                                       | 2.878                                                                                           | 29%                                                                                             | 30%                                                                                             | 38%                                                                                             | 2%                                                                                              | ±2%                                                                                             | [ 129 ]                                                                                         |
| 27–29 ago                              | XP Investimentos                                                                                | 1.000                                                                                           | 30%                                                                                             | 27%                                                                                             | 41%                                                                                             | 2%                                                                                              | ±3,2%                                                                                           | [ 130 ]                                                                                         |
| 23–26 ago                              | Vox Populi                                                                                      | 1.987                                                                                           | 23%                                                                                             | 35%                                                                                             | 40%                                                                                             | 2%                                                                                              | ±2,2%                                                                                           | [ 131 ]                                                                                         |
| 22–25 ago                              | CNT/MDA                                                                                         | 2.002                                                                                           | 29,4%                                                                                           | 29,1%                                                                                           | 39,5%                                                                                           | 2%                                                                                              | ±2,2%                                                                                           | [ 132 ]                                                                                         |
| 16–19 ago                              | Veja/FSB Pesquisa                                                                               | 2.000                                                                                           | 30%                                                                                             | 33%                                                                                             | 35%                                                                                             | 2%                                                                                              | ±2%                                                                                             | [ 133 ]                                                                                         |
| 15 ago                                 | "Dia do Fogo" na Amazônia                                                                       | "Dia do Fogo" na Amazônia                                                                       | "Dia do Fogo" na Amazônia                                                                       | "Dia do Fogo" na Amazônia                                                                       | "Dia do Fogo" na Amazônia                                                                       | "Dia do Fogo" na Amazônia                                                                       | "Dia do Fogo" na Amazônia                                                                       | "Dia do Fogo" na Amazônia                                                                       |
| 13 ago                                 | Protestos contra cortes na educação e a Reforma da Previdência                                  | Protestos contra cortes na educação e a Reforma da Previdência                                  | Protestos contra cortes na educação e a Reforma da Previdência                                  | Protestos contra cortes na educação e a Reforma da Previdência                                  | Protestos contra cortes na educação e a Reforma da Previdência                                  | Protestos contra cortes na educação e a Reforma da Previdência                                  | Protestos contra cortes na educação e a Reforma da Previdência                                  | Protestos contra cortes na educação e a Reforma da Previdência                                  |
| 5–7 ago                                | XP Investimentos                                                                                | 1.000                                                                                           | 33%                                                                                             | 27%                                                                                             | 38%                                                                                             | 2%                                                                                              | ±3,2%                                                                                           | [ 135 ]                                                                                         |
| 30 jul–1 ago                           | JOTA/Ibpad                                                                                      | 1.045                                                                                           | 38,4%                                                                                           | 29,6%                                                                                           | 28,8%                                                                                           | 3,2%                                                                                            | ±3,3%                                                                                           | [ 136 ]                                                                                         |
| 28–29 jul                              | Atlas Político                                                                                  | 2.000                                                                                           | 31,0%                                                                                           | 27,4%                                                                                           | 39,3%                                                                                           | 2,3%                                                                                            | ±2%                                                                                             | [ 137 ]                                                                                         |
| 11 jul                                 | Anúncio da nomeação de Eduardo Bolsonaro como embaixador do Brasil nos Estados Unidos           | Anúncio da nomeação de Eduardo Bolsonaro como embaixador do Brasil nos Estados Unidos           | Anúncio da nomeação de Eduardo Bolsonaro como embaixador do Brasil nos Estados Unidos           | Anúncio da nomeação de Eduardo Bolsonaro como embaixador do Brasil nos Estados Unidos           | Anúncio da nomeação de Eduardo Bolsonaro como embaixador do Brasil nos Estados Unidos           | Anúncio da nomeação de Eduardo Bolsonaro como embaixador do Brasil nos Estados Unidos           | Anúncio da nomeação de Eduardo Bolsonaro como embaixador do Brasil nos Estados Unidos           | Anúncio da nomeação de Eduardo Bolsonaro como embaixador do Brasil nos Estados Unidos           |
| 4–5 jul                                | Datafolha                                                                                       | 2.086                                                                                           | 33%                                                                                             | 31%                                                                                             | 33%                                                                                             | 1%                                                                                              | ±2%                                                                                             | [ 139 ]                                                                                         |
| 1–3 jul                                | XP Investimentos                                                                                | 1.000                                                                                           | 34%                                                                                             | 28%                                                                                             | 35%                                                                                             | 4%                                                                                              | ±3,2%                                                                                           | [ 140 ]                                                                                         |
| 28 jun                                 | Assinatura do tratado de livre comércio entre Mercosul e União Europeia                         | Assinatura do tratado de livre comércio entre Mercosul e União Europeia                         | Assinatura do tratado de livre comércio entre Mercosul e União Europeia                         | Assinatura do tratado de livre comércio entre Mercosul e União Europeia                         | Assinatura do tratado de livre comércio entre Mercosul e União Europeia                         | Assinatura do tratado de livre comércio entre Mercosul e União Europeia                         | Assinatura do tratado de livre comércio entre Mercosul e União Europeia                         | Assinatura do tratado de livre comércio entre Mercosul e União Europeia                         |
| 20–25 jun                              | Paraná Pesquisas                                                                                | 2.102                                                                                           | 30,1%                                                                                           | 26,9%                                                                                           | 40,8%                                                                                           | 2,2%                                                                                            | ±2%                                                                                             | [ 141 ]                                                                                         |
| 20–23 jun                              | CNI/Ibope                                                                                       | 2.000                                                                                           | 32%                                                                                             | 32%                                                                                             | 32%                                                                                             | 3%                                                                                              | ±2%                                                                                             | [ 142 ]                                                                                         |
| 14 jun                                 | Greve geral de 2019                                                                             | Greve geral de 2019                                                                             | Greve geral de 2019                                                                             | Greve geral de 2019                                                                             | Greve geral de 2019                                                                             | Greve geral de 2019                                                                             | Greve geral de 2019                                                                             | Greve geral de 2019                                                                             |
| 11–13 jun                              | XP Investimentos                                                                                | 1.000                                                                                           | 34%                                                                                             | 28%                                                                                             | 35%                                                                                             | 4%                                                                                              | ±3,2%                                                                                           | [ 143 ]                                                                                         |
| 10–12 jun                              | Atlas Político                                                                                  | 2.000                                                                                           | 30,4%                                                                                           | 29,8%                                                                                           | 37,4%                                                                                           | 2,4%                                                                                            | ±2%                                                                                             | [ 144 ]                                                                                         |
| 9 jun                                  | Vazamentos evidenciam suposto favorecimento da Operação Lava Jato a Bolsonaro durante a eleição | Vazamentos evidenciam suposto favorecimento da Operação Lava Jato a Bolsonaro durante a eleição | Vazamentos evidenciam suposto favorecimento da Operação Lava Jato a Bolsonaro durante a eleição | Vazamentos evidenciam suposto favorecimento da Operação Lava Jato a Bolsonaro durante a eleição | Vazamentos evidenciam suposto favorecimento da Operação Lava Jato a Bolsonaro durante a eleição | Vazamentos evidenciam suposto favorecimento da Operação Lava Jato a Bolsonaro durante a eleição | Vazamentos evidenciam suposto favorecimento da Operação Lava Jato a Bolsonaro durante a eleição | Vazamentos evidenciam suposto favorecimento da Operação Lava Jato a Bolsonaro durante a eleição |
| 30 mai                                 | Segundo Dia Nacional em Defesa da Educação                                                      | Segundo Dia Nacional em Defesa da Educação                                                      | Segundo Dia Nacional em Defesa da Educação                                                      | Segundo Dia Nacional em Defesa da Educação                                                      | Segundo Dia Nacional em Defesa da Educação                                                      | Segundo Dia Nacional em Defesa da Educação                                                      | Segundo Dia Nacional em Defesa da Educação                                                      | Segundo Dia Nacional em Defesa da Educação                                                      |
| 20–21 mai                              | XP Investimentos                                                                                | 1.000                                                                                           | 34%                                                                                             | 26%                                                                                             | 36%                                                                                             | 4%                                                                                              | ±3,2%                                                                                           | [ 146 ]                                                                                         |
| 19–21 mai                              | Atlas Político                                                                                  | 2.000                                                                                           | 28,6%                                                                                           | 31,3%                                                                                           | 36,2%                                                                                           | 3,9%                                                                                            | ±2%                                                                                             | [ 147 ]                                                                                         |
| 15 mai                                 | Dia Nacional em Defesa da Educação                                                              | Dia Nacional em Defesa da Educação                                                              | Dia Nacional em Defesa da Educação                                                              | Dia Nacional em Defesa da Educação                                                              | Dia Nacional em Defesa da Educação                                                              | Dia Nacional em Defesa da Educação                                                              | Dia Nacional em Defesa da Educação                                                              | Dia Nacional em Defesa da Educação                                                              |
| 6–8 mai                                | XP Investimentos                                                                                | 1.000                                                                                           | 35%                                                                                             | 31%                                                                                             | 31%                                                                                             | 3%                                                                                              | ±3,2%                                                                                           | [ 148 ]                                                                                         |
| 7 mai                                  | Publicação do decreto com novas regras para armas de fogo                                       | Publicação do decreto com novas regras para armas de fogo                                       | Publicação do decreto com novas regras para armas de fogo                                       | Publicação do decreto com novas regras para armas de fogo                                       | Publicação do decreto com novas regras para armas de fogo                                       | Publicação do decreto com novas regras para armas de fogo                                       | Publicação do decreto com novas regras para armas de fogo                                       | Publicação do decreto com novas regras para armas de fogo                                       |
| 30 abr                                 | Anúncio de bloqueio de 30% da verba das instituições de ensino federais                         | Anúncio de bloqueio de 30% da verba das instituições de ensino federais                         | Anúncio de bloqueio de 30% da verba das instituições de ensino federais                         | Anúncio de bloqueio de 30% da verba das instituições de ensino federais                         | Anúncio de bloqueio de 30% da verba das instituições de ensino federais                         | Anúncio de bloqueio de 30% da verba das instituições de ensino federais                         | Anúncio de bloqueio de 30% da verba das instituições de ensino federais                         | Anúncio de bloqueio de 30% da verba das instituições de ensino federais                         |
| 12–15 abr                              | CNI/Ibope                                                                                       | 2.000                                                                                           | 35%                                                                                             | 31%                                                                                             | 27%                                                                                             | 7%                                                                                              | ±2%                                                                                             | [ 150 ]                                                                                         |
| 2–3 abr                                | Datafolha                                                                                       | 2.086                                                                                           | 32%                                                                                             | 33%                                                                                             | 30%                                                                                             | 4%                                                                                              | ±2%                                                                                             | [ 151 ]                                                                                         |
| 1–3 abr                                | Vox Populi                                                                                      | 1.985                                                                                           | 26%                                                                                             | 39%                                                                                             | 30%                                                                                             | 5%                                                                                              | ±2,2%                                                                                           | [ 152 ]                                                                                         |
| 1–3 abr                                | XP Investimentos                                                                                | 1.000                                                                                           | 35%                                                                                             | 32%                                                                                             | 26%                                                                                             | 7%                                                                                              | ±3,2%                                                                                           | [ 153 ]                                                                                         |
| 1–2 abr                                | Atlas Político                                                                                  | 2.000                                                                                           | 30,5%                                                                                           | 32,4%                                                                                           | 31,2%                                                                                           | 5,9%                                                                                            | ±2%                                                                                             | [ 154 ]                                                                                         |
| 16–19 mar                              | Ibope                                                                                           | 2.002                                                                                           | 34%                                                                                             | 34%                                                                                             | 24%                                                                                             | 8%                                                                                              | ±2%                                                                                             | [ 155 ]                                                                                         |
| 11–13 mar                              | XP Investimentos                                                                                | 1.000                                                                                           | 37%                                                                                             | 32%                                                                                             | 24%                                                                                             | 8%                                                                                              | ±3,2%                                                                                           | [ 156 ]                                                                                         |
| 5 mar                                  | Presidente critica blocos de carnaval e posta vídeo explícito no Twitter                        | Presidente critica blocos de carnaval e posta vídeo explícito no Twitter                        | Presidente critica blocos de carnaval e posta vídeo explícito no Twitter                        | Presidente critica blocos de carnaval e posta vídeo explícito no Twitter                        | Presidente critica blocos de carnaval e posta vídeo explícito no Twitter                        | Presidente critica blocos de carnaval e posta vídeo explícito no Twitter                        | Presidente critica blocos de carnaval e posta vídeo explícito no Twitter                        | Presidente critica blocos de carnaval e posta vídeo explícito no Twitter                        |
| 1 mar                                  | Atlas Político                                                                                  | —                                                                                               | 36,1%                                                                                           | 29,3%                                                                                           | 27,1%                                                                                           | 7,5%                                                                                            | —                                                                                               | [ 154 ]                                                                                         |
| 22–25 fev                              | Ibope                                                                                           | 2.002                                                                                           | 39%                                                                                             | 30%                                                                                             | 19%                                                                                             | 12%                                                                                             | ±2%                                                                                             | [ 158 ]                                                                                         |
| 21–23 fev                              | CNT/MDA                                                                                         | 2.002                                                                                           | 38,9%                                                                                           | 29%                                                                                             | 19%                                                                                             | 13,1%                                                                                           | ±2,2%                                                                                           | [ 159 ]                                                                                         |
| 18 fev                                 | Gustavo Bebianno é exonerado após participação no laranjal do PSL                               | Gustavo Bebianno é exonerado após participação no laranjal do PSL                               | Gustavo Bebianno é exonerado após participação no laranjal do PSL                               | Gustavo Bebianno é exonerado após participação no laranjal do PSL                               | Gustavo Bebianno é exonerado após participação no laranjal do PSL                               | Gustavo Bebianno é exonerado após participação no laranjal do PSL                               | Gustavo Bebianno é exonerado após participação no laranjal do PSL                               | Gustavo Bebianno é exonerado após participação no laranjal do PSL                               |
| 11–13 fev                              | XP Investimentos                                                                                | 1.000                                                                                           | 40%                                                                                             | 32%                                                                                             | 17%                                                                                             | 11%                                                                                             | ±3,2%                                                                                           | [ 160 ]                                                                                         |
| 1 fev                                  | Atlas Político                                                                                  | —                                                                                               | 38,7%                                                                                           | 29,6%                                                                                           | 22,5%                                                                                           | 9,2%                                                                                            | —                                                                                               | [ 154 ]                                                                                         |
| 30 jan–1 fev                           | Ideia Big Data                                                                                  | 1.513                                                                                           | 51%                                                                                             | 28%                                                                                             | 19%                                                                                             | 2%                                                                                              | —                                                                                               | [ 161 ]                                                                                         |
| 24–28 jan                              | Ibope                                                                                           | 2.002                                                                                           | 49%                                                                                             | 26%                                                                                             | 11%                                                                                             | 14%                                                                                             | ±2%                                                                                             | [ 162 ]                                                                                         |
| 18 jan                                 | Flávio Bolsonaro é implicado no Caso Queiroz                                                    | Flávio Bolsonaro é implicado no Caso Queiroz                                                    | Flávio Bolsonaro é implicado no Caso Queiroz                                                    | Flávio Bolsonaro é implicado no Caso Queiroz                                                    | Flávio Bolsonaro é implicado no Caso Queiroz                                                    | Flávio Bolsonaro é implicado no Caso Queiroz                                                    | Flávio Bolsonaro é implicado no Caso Queiroz                                                    | Flávio Bolsonaro é implicado no Caso Queiroz                                                    |
| 9–11 jan                               | XP Investimentos                                                                                | 1.000                                                                                           | 40%                                                                                             | 29%                                                                                             | 20%                                                                                             | 11%                                                                                             | ±3,2%                                                                                           | [ 163 ]                                                                                         |
| 2019                                   |                                                                                                 |                                                                                                 |                                                                                                 |                                                                                                 |                                                                                                 |                                                                                                 |                                                                                                 |                                                                                                 |